# Territoris federals de Mèxic

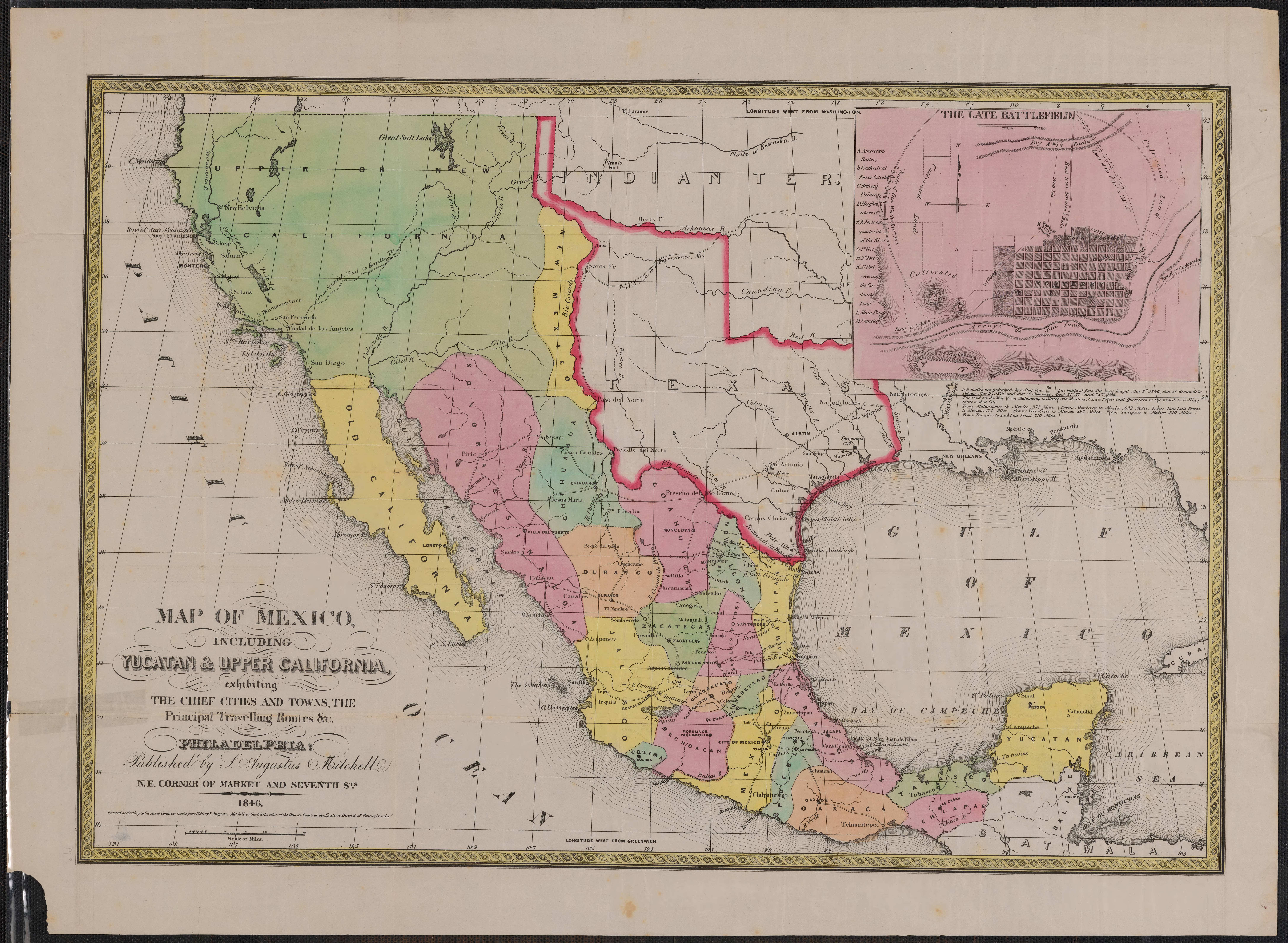
La federació mexicana el 1847

Dins l'organització territorial de Mèxic, els territoris federals van ser aquelles regions que, quan el federalisme s'hi va instaurar, el 1824, no tenien la població necessària per erigir-s'hi com a estats de la federació, i per tant, van ser designats territoris administrats pel govern federal. En l'actualitat, no n'hi ha cap, ja que tots s'han conformat com a estats. Els territoris federals de Mèxic van ser:
- el territori d'Alta Califòrnia: de 1824 a 1848; després de la Guerra Estats Units - Mèxic va ser annexat pels Estats Units;
- el territori de Baixa Califòrnia: de 1824 a 1930, posteriorment va ser dividit en:
  - el territori Nord de Baixa Califòrnia: de 1930 a 1952, quan es va transformar en l'estat actual de Baixa Califòrnia;
  - el territori Sud de Baixa Califòrnia: de 1930 a 1974, quan es va transformar en l'estat actual de Baixa Califòrnia Sud;
- el territori de Colima: de 1824 a 1857, quan es va transformar en l'estat actual de Colima
- el territori de Nayarit: de 1824 a 1917, quan es va transformar en l'estat actual de Nayarit
- el territori de Quintana Roo: el 1902 va ser creat com a territori en escindir-se de l'estat de Yucatán; el 1974 es va transformar en l'actual estat de Quintana Roo;
- el territori de Santa Fe de Nou Mèxic: de 1824 a 1848; després de la Guerra Estats Units - Mèxic, va ser annexat pels Estats Units; i
- el territori de Tlaxcala: de 1824 a 1857, quan es conformà com l'estat actual de Tlaxcala.